# TrackMania Turbo (jeu vidéo, 2010)
Vous lisez un « bon article » labellisé en 2018.  Il fait partie d'un « bon thème ».
Pour le jeu multi-plates-formes sorti en 2016, voir TrackMania Turbo (jeu vidéo, 2016).
TrackMania Turbo (TrackMania: Build to Race DS en Amérique du Nord, parfois TrackMania Turbo: Build to Race) est un jeu de course développé par Firebrand Games et édité sur Nintendo DS par Focus Home Interactive le 23 septembre 2010 et par City Interactive le 12 avril 2011. Il s'agit de la suite de TrackMania DS datant de novembre 2008 sur la même plate-forme, qui sort le même jour que la version Wii, TrackMania. Le jeu adapte le concept de la franchise TrackMania, offrant une approche atypique par rapport aux créations du même genre, de par son gameplay simple orienté arcade et son éditeur de niveau.
TrackMania Turbo est développé par le studio britannique Firebrand Games, qui a conçu la version DS un an plus tôt en 2009. Le studio adapte son moteur de jeu multi-plate-forme nommé Octane, et comble principalement le manque de la version DS relevé par tous les observateurs, l'absence de module multijoueur en ligne. Les problèmes de collision reprochés à la version initiale sont également rectifiés.
TrackMania Turbo reçoit un accueil globalement positif de la part de la presse spécialisée lors de sa sortie, malgré quelques critiques. Si l'essence de la franchise est conservée, des bugs d'affichage ainsi que des ralentissements sont toujours présents et une partie des observateurs reproche le manque de nouveauté, laissant paraitre le jeu comme une simple mise à jour de son ainé.

## Système de jeu

### Généralités
TrackMania Turbo est un jeu vidéo de course atypique, au gameplay simpliste très orienté arcade. C'est une adaptation sur console de la franchise TrackMania sortie sur PC. Le jeu, centré sur la conduite, est très éloigné des simulations complexes et réalistes du genre. Il ne figure donc aucun affichage de dégât, aucune statistique, aucun réglage de véhicule à effectuer, ni de passage de vitesse. Le jeu propose au contraire des contrôles très basiques. Les pistes sont très simples au départ, mais de plus en plus torturées et démesurées, souvent en hauteur, avec de nombreux sauts, loopings et des virages relevés, à mesure que le joueur progresse. Les circuits ressemblent à ceux des voitures miniatures de la marque Majorette, ou à ceux des marques Scalextric ou Hot Wheels,,. Les véhicules concurrents dirigés par l'intelligence artificielle (jusqu'à trois, dont l'affichage est désactivable) présentent les meilleurs temps, et ne peuvent être percutés. Si des trajectoires se croisent, les véhicules se chevauchent, il n'y a donc jamais de collision. Ces véhicules fantômes, ou « ghosts », peuvent donc être traversés. Sur la piste, figure aussi le ghost du joueur (son meilleur temps),. Ce véhicule fantôme n'est affiché que si ceux des concurrents sont désactivés.

TrackMania Turbo est un jeu de course atypique typé arcade qui propose des pistes peu conventionnelles, avec des virages très relevés, des tremplins et des loopings.

Le joueur participe à des courses qui se déroulent sur des circuits ou des pistes sur lesquels il doit rallier l'arrivée en passant parfois par des checkpoints. Chaque course est chronométrée et les meilleurs temps sont récompensés d'une médaille de bronze, d'argent, ou d'or,,. Chaque course permet de gagner des coppers, une monnaie virtuelle qui offre la possibilité de débloquer progressivement les courses, et d'acheter dans la boutique des skins pour les voitures, et des blocs de construction pour l'éditeur de niveau,,.
La physionomie inhabituelle et peu conventionnelle des pistes provoque de nombreux accidents et oblige à recommencer de nombreuses fois les courses pour mémoriser les parcours. Le concept de TrackMania impose donc une grande part de méthode essai-erreur, afin de découvrir et maîtriser les particularités de chaque piste. Pour faciliter cet aspect, deux boutons permettent de recommencer instantanément la partie sans aucun temps de chargement, au début de la piste, ou au dernier checkpoint,.
Le jeu propose trois vues différentes, une vue subjective, ou une vue objective proche, ou plus lointaine. Durant la course, le jeu est contrôlé grâce à la croix directionnelle et les boutons, alors que l'écran tactile est réservé à l'interface et à l'éditeur de niveau. Le jeu est compatible avec la cartouche vibration de la Nintendo DS et peut par exemple faire ressentir d'éventuels chocs contre des murs ou le décor.

### Éditeur de niveau, fonctionnalités et partage
Le jeu propose une version évoluée de l'éditeur de niveau du premier opus sur DS. Il comporte de nombreux blocs de construction supplémentaires, et totalise plusieurs centaines de blocs comme des routes droites ou courbes, des rampes, des tremplins, des accélérateurs de vitesse, ainsi que des loopings. L'éditeur utilise l'écran tactile et le stylet, par glisser-déposer des divers éléments présents dans les différents menus déroulants. Le jeu propose aussi une fonctionnalité qui permet au joueur de dessiner à main levée une piste à l'aide du stylet sous forme d'un trait, qui est automatiquement transformé en piste avec blocs.
Le jeu permet de partager les circuits créés via l'éditeur de niveau. Il offre également la possibilité de partager ou télécharger n'importe quel « ghost » (véhicule fantôme). Le multijoueur permet de créer une liste d'amis (joueurs en ligne). Le joueur peut ainsi partager les circuits qu'il a créés via cette liste. Le joueur ne peut télécharger que les éléments des joueurs qui figurent dans sa liste d'amis. Un nouveau système de classement de joueurs en ligne est intégré au jeu.

### Environnements
TrackMania Turbo compte quatre environnements. Du premier épisode sur Nintendo DS, Stadium est conservé, et les univers Coast, Island et Snow sont introduits, au détriment de Desert et Rally qui sont retirés. Chaque environnement possède un seul véhicule au comportement unique et particulier, et chacun d'entre eux nécessite une conduite particulière. Le jeu propose une seule ambiance visuelle durant la journée. Il contient un total de 130 pistes à la difficulté grandissante à mesure que le joueur avance dans le jeu,. Elles sont classées dans cinq niveaux de difficulté (entrainement, facile, moyen, difficile et extrême),.
L'environnement Stadium se déroule dans un stade futuriste, où le joueur dirige une monoplace de Formule 1,,. Snow se déroule dans un univers enneigé et glacé, au volant d'un pick-up très peu rapide mais très maniable, qui ressemble à une Jeep,,. L'environnement Coast se déroule en bord de mer, et propose un roadster à la conduite délicate et ayant tendance à déraper facilement,,,. Island est un univers privilégiant la vitesse sur des routes larges qui ressemblent à des autoroutes et qui proposent des tremplins démesurés. Dans cet environnement, le joueur conduit une voiture sportive surpuissante,.

### Modes de jeu

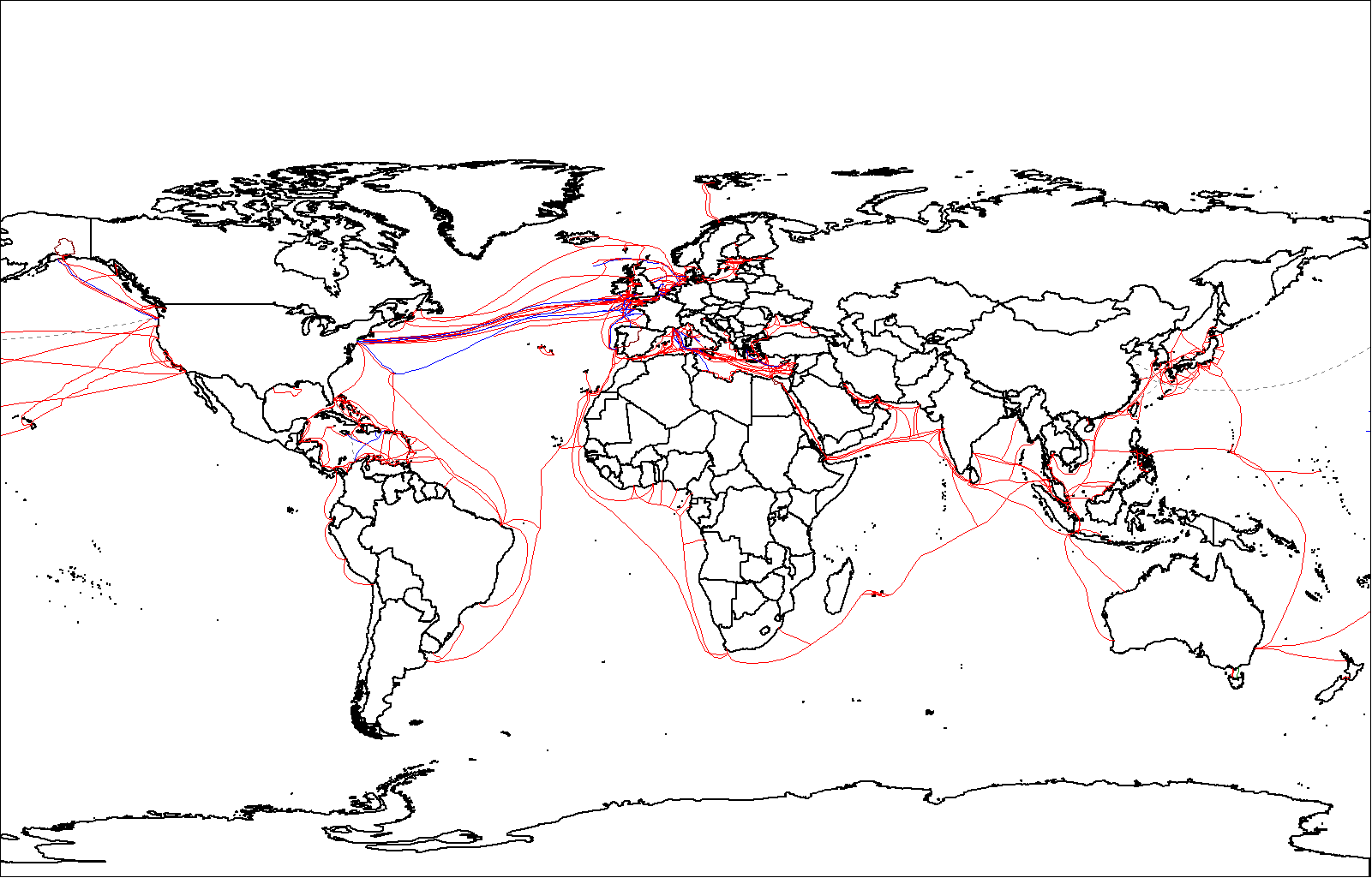
Le jeu en ligne est possible avec les joueurs du monde entier grâce à la Connexion Wi-Fi Nintendo (réseau mondial de fibre optique (2007)).

En solo, le jeu propose trois modes de jeu. Le mode « Course » consiste à réaliser le meilleur temps, dans un contre-la-montre. Le mode « Plate-forme » impose au joueur de terminer la course sans utiliser la fonction qui permet de recommencer au précédent checkpoint, sans contrainte de temps,. Le mode « Puzzle » oblige le joueur à construire une piste plus ou moins incomplète, grâce à l'éditeur de niveau et un nombre limité de blocs de construction. Le joueur doit ensuite tenter d'y réaliser le meilleur temps. Ce mode n'est disponible que si le joueur crée au moins une piste avec l'éditeur de niveau.
TrackMania Turbo permet de jouer en hotseat sur la même console. Chaque joueur joue alors à tour de rôle,. Le jeu est possible en multijoueur en local et en ligne. Le jeu en réseau local est possible grâce à la Connexion Wi-Fi Nintendo. Le mode cartouche simple permet jusqu'à quatre joueurs avec une seule cartouche, en réseau local. Le jeu en ligne est possible jusqu'à quatre joueurs. Le mode « multi-carte » (plusieurs cartouches et autant de Nintendo DS), permet le jeu en ligne. Deux modes de jeu sont disponibles. Dans le « Contre-la-montre », chaque joueur tente de réaliser le meilleur temps, et dans le mode « Rounds », les joueurs enchainent plusieurs manches, et le premier et le second gagnent des points. Le joueur qui totalise un certain nombre de points prédéfini gagne la partie. Le jeu peut désigner un adversaire aléatoirement dans le monde entier. Les parties peuvent se dérouler en duel contre des amis ou des rivaux, dont des listes peuvent être mémorisées.

## Développement
TrackMania Turbo est développé par le studio britannique Firebrand Games, qui a conçu TrackMania DS un an plus tôt en 2009. La pré-production du jeu débute à la fin de l'année 2008, mais le processus de développement ne commence réellement qu'au début de l'année 2009. Malgré de nombreuses similitudes avec TrackMania sur Wii, TrackMania Turbo est une création bien distincte de la version console de salon. Les deux jeux sont réalisés par deux équipes différentes. Par exemple, les interfaces sont très différentes, ou les pistes sont beaucoup plus courtes sur la DS. Les deux jeux partagent cependant certaines parties de code, ou de choix de conception. La plupart de l'équipe de la version Wii a à un moment ou à un autre travaillé temporairement sur le jeu TrackMania Turbo.
L'équipe prend en compte le principal reproche fait à la première adaptation de la franchise TrackMania sur Nintendo DS, l'absence de connectivité en ligne, et ajoute cette possibilité au jeu. Elle apporte des améliorations au système de simulation physique des véhicules et au système de caméras, qui ont aussi été critiqués.

## Bande-son
Chaque environnement possède son style musical et chaque véhicule des bruitages sonores. Les musiques sont désactivables.

## Commercialisation
Un nouvel épisode TrackMania sur Nintendo DS est annoncé le 21 août 2009, sous le titre TrackMania DS 2, lors de la Gamescom de 2009 se déroulant à Cologne en Allemagne. Une semaine après, sa sortie est annoncée pour le second trimestre de l'année 2010, le 21 mai,. Le 9 février 2010, l'organisme allemand d'évaluation de jeu vidéo USK, spécifie que le jeu sortira sous le titre TrackMania Turbo. Le 15 avril 2010, alors qu'il est soumis pour validation auprès de Nintendo, la sortie est reportée au 16 septembre 2010, date indiquée aux grossistes,. TrackMania Turbo sort finalement le 23 septembre 2010, le même jour que la version Wii, TrackMania.
En Australie, le jeu est édité par QV Software à l'automne 2010.

Logo de la version nord-américaine du jeu.

En Amérique du Nord, la sortie, via l'éditeur DreamCatcher Interactive, est continuellement repoussée pendant plus d'une année depuis l'été, à l'automne, en hiver ainsi qu'à Noël. Elle est finalement officiellement prévue pour le 20 juillet 2010. Cependant, la veille, le 19 juillet, l'éditeur déclare ne pas comprendre pourquoi cette date est toujours affichée partout sur Internet alors qu'il a déjà prévenu que la sortie ne pourrait être effectuée et qu'elle est reportée à décembre 2010. Le 1er décembre 2010, City Interactive dévoile son line up dans lequel figure TrackMania et TrackMania Turbo, dont les sorties sont annoncées pour le début de l'année 2011. Les jeux portent alors un niveau sous-titre Build to Race et Build to Race DS. GameSpot annonce en février 2011 la sortie de ce dernier pour le 22 qui suit. Fin février 2011, IGN l'annonce pour le 12 mars. Le jeu est finalement édité par City Interactive en Amérique du Nord le 12 avril 2011,.

## Accueil
TrackMania Turbo reçoit un accueil globalement positif de la part de la presse spécialisée lors de sa sortie, malgré quelques critiques. Si l'essence de la franchise est conservée, des bugs d'affichage ainsi que des ralentissements sont toujours présents et une partie des observateurs reproche le manque de nouveauté, laissant paraitre le jeu comme une simple mise à jour de son ainé. Le jeu obtient une moyenne de notes de 77 % sur Metacritic sur la base de 6 critiques, et de 80 % sur GameRankings sur la base de 3 critiques.
Gamekult considère que la formule arcade de la franchise TrackMania est préservée. Jeuxvideo.fr juge la prise en main immédiate. Selon Official Nintendo Magazine, le gameplay du jeu correspond tout à fait à l'aspect nomade de la plate-forme. Le magazine note que les temps de chargement de la version Wii sont ici quasiment nuls, ce qui rend le jeu beaucoup plus fluide. Il regrette cependant que les premières pistes proposées soit l'univers Stadium, qui compte « les courses les plus énervantes ». Official Nintendo Magazine constate également qu'il y a moins d'environnements que dans la version console de salon, sortie au même moment, bien qu'ils soient variés, et regrette donc que le nombre de courses n'ait pas été augmenté pour compenser. Le site juge cependant que la portable offre la meilleure expérience de jeu. Jeuxvideo.com regrette que l'arrivée de trois nouveaux environnements soit faite au détriment du retrait de deux d'entre eux. Jeuxvideo.fr considère que la physique des véhicules a été améliorée, ce qui permet de mieux maitriser les sauts. Official Nintendo Magazine relève une difficulté élevée et note que les niveaux les plus difficiles sont plutôt destinés aux « hardcore gamers et aux joueurs patients ». Le magazine apprécie que le niveau de déblocage des circuits en mode « Puzzle » et « Plate-forme » ait été redescendu. Gamekult note aussi un jeu à la difficulté élevée, parfois « exigeant ». Jeuxvideo.fr juge les courses ultimes du mode « Plate-forme » très ardues. Selon Gamekult, le mode multijoueur peut paraitre « simple » et « désuet ».
Pour Official Nintendo Magazine, le plus gros avantage du jeu est son éditeur de niveau. La précision du stylet surpasse de loin la télécommande Wii de la version console du jeu, d'après les essais effectués. Le magazine note cependant que le jeu propose moins de didacticiel, mais l'écran du haut permet d'informer le joueur à chaque fois qu'il sélectionne un objet. Gamekult estime également que l'éditeur a un intérêt particulier, à créer ses propres circuits et à les partager. Le site qualifie l'éditeur de « colonne vertébrale du jeu ». Jeuxvideo.fr le juge « très performant [et] assez intuitif ».
Official Nintendo Magazine constate des problèmes d'affichage des graphismes, notamment des variations de taux de fréquence d'images. Le magazine estime que la couleur grise de la piste se confond parfois avec les décors sur le petit écran de la Nintendo DS, et que cet effet trompeur empêche de réagir correctement. Pour Gamekult, l'ensemble de la réalisation parait assez désuet et des problèmes de framerate sont toujours visibles, notamment au départ de chaque course ou lorsque trop de véhicules concurrents apparaissent à l'écran. Le site précise que cela ne rend pas le jeu injouable, mais « ternit un peu le confort de jeu ». De son côté Jeuxvideo.fr constate une amélioration du moteur graphique par rapport à la précédente version DS, et la disparition des bugs de collision avec le décor. Le site remarque que les décors sont plus imposants, mais provoquent par conséquent des ralentissements, bien que le jeu reste globalement « fluide » et « bien rapide ». Le site regrette cependant, comme pour TrackMania DS, la gestion de l'affichage. Même si « les caméras procurent de bonnes sensations », elles ne permettent pas d'anticiper la physionomie des pistes. Jeuxvideo.com confirme également la disparition des problèmes de collision, mais perçoit çà et là des textures de sol absentes créant des trous dans la piste. Le site constate aussi des problèmes de caméras, « un peu basses », et « des virages qui ne se voient qu'au dernier moment [et qui] posent parfois problème ».
Jeuxvideo.fr juge la musique rapidement répétitive, et note qu'elle peut être désactivée, mais laisse alors place à des bruitages de moteur dont le « bourdonnement [ressemble] plus à une vuvuzela qu’à autre chose ». Selon Gamekult, « la bande-son a l'air carrément sortie d'une compilation dancefloor libre de droit ». Jeuxvideo.com la qualifie de « discrète, [et qui] ne restera pas dans les mémoires ».
Gamekult juge le jeu « mieux fini et plus complet que le premier opus DS, notamment grâce à l'arrivée du jeu en ligne, qui tient globalement ses promesses ». Pour Jeuxvideo.fr, le jeu gomme les « principaux défauts de son prédécesseur ». Jeuxvideo.com, beaucoup plus critique, regrette fortement l'absence de nouveauté, et considère le jeu comme « un gros patch », et n'hésite pas à le qualifier de « fausse suite ». Micromania évoque également le terme d'« add-on », tant le jeu « s'apparente à un simple prolongement du précédent titre sur DS ».

## Postérité
Pendant le processus de création de TrackMania sur Wii et sur TrackMania Turbo sur DS par Firebrand Games, Nadeo développe de son côté une nouvelle version de sa franchise phare, TrackMania². À partir de septembre 2011, Ubisoft publie cette série de jeux sur PC, proposant chacun un environnement particulier. TrackMania²: Canyon parait en 2011, TrackMania²: Stadium en 2013, TrackMania²: Valley en 2013 et TrackMania²: Lagoon en 2017. Les environnements sont inédits, sauf Stadium qui reprend l'univers du sport de celui de Nations, mais l'intérêt essentiel est la possibilité de créer des modes de jeu personnalisés,,,.
TrackMania reste très longtemps sur la plate-forme PC et met beaucoup de temps pour trouver sa voie et arriver sur console. Cependant, en 2016, Nadeo opte pour la première fois pour une publication multiplate-forme avec un nouveau jeu intitulé TrackMania Turbo, transposant tous les fondamentaux de la série sur consoles, notamment sur PlayStation 4 et Xbox One. Celui-ci présente des nouveautés telles que la génération procédurale de pistes, la conduite d'un véhicule à deux et une compatibilité avec Oculus Rift,, HTC Vive et le PlayStation VR,.

### Ressources primaires
1. ↑  Firebrand Games. TrackMania Turbo (Nintendo DS). Focus Home Interactive. 23 septembre 2010.

### Interviews
1. 1 2 3 4 5 6 7 8 9 10 11  (en) Jorge Ba-oh, « Interview - Firebrand on TrackMania (Wii/Nintendo DS) », sur Cubed³, 25 mai 2011.

### Ressources secondaires
1. 1 2  MaGiXieN, « Sortie(s) du jour (23/09/10) », sur GamerGen.com, 23 septembre 2010.
2. 1 2  (en) GamesRadar US, « The games of April 2011 », sur GamesRadar+, 2 avril 2011.
3. 1 2 3 4 5 6 7 8 9 10 11 12 13 14 15 16 17 18 19 20  (de) Patrick Büssecker, « Trackmania Turbo im Gamezone-Test », sur GameZone.de, 16 novembre 2010.
4. 1 2 3 4  Arnaud Papeguay, « TrackMania Turbo (DS) », sur Micromania, 2010.
5. 1 2 3 4 5 6 7 8 9 10 11 12 13 14 15 16 17 18  Sylvain Chatelain, « Test : TrackMania Turbo (DS) », sur Gamekult, 30 septembre 2010.
6. 1 2 3 4  (en) « Trackmania Turbo », sur NowGamer, 13 octobre 2010.
7. 1 2 3 4 5 6 7 8 9 10 11 12 13 14 15 16 17 18 19 20 21 22 23  Jean-Marc, « Test Trackmania Turbo », sur Jeuxvideo.fr, 30 septembre 2010.
8. ↑  (de) Stefan Hohenwarter, «  Trackmania Turbo », sur GamingXP, 18 janvier 2011.
9. 1 2  (en) « TrackMania: Build to Race DS », sur IGN.
10. 1 2 3 4 5  (pl) « Trackmania Turbo (2010) DS », sur GRY-Online.
11. 1 2 3 4 5 6 7 8 9 10 11 12 13 14 15 16  (en) Jon Blyth, « TrackMania Turbo review », sur Official Nintendo Magazine, 26 septembre 2010.
12. 1 2 3 4 5 6 7 8  Rivaol, « Test TrackMania Turbo sur DS », sur Jeuxvideo.com, 1er octobre 2010.
13. ↑  Dimitri PN, « GC09 - Trackmania 2 annoncé sur DS », sur Puissance Nintendo, 21 août 2009.
14. ↑  CBL, « Nouveau jeu : Trackmania DS 2 », sur Factornews, 26 août 2009.
15. ↑  Hosteel, « TrackMania DS 2 en chantier », sur Gamekult, 26 août 2009.
16. ↑  « Trackmania DS 2 a un nom », sur Génération-NT, 9 février 2010.
17. ↑  Hosteel, « TrackMania Turbo retardé », sur Gamekult, 15 avril 2010.
18. ↑  Rédaction, « TrackMania Turbo sur DS en septembre ? », sur Jeuxvideo.com, 15 avril 2010.
19. ↑  Boulapoire, « TrackMania Wii : une salve d'images », sur Gamekult, 7 septembre 2010.
20. ↑  (en) « Trackmania receives poor retail support », sur Aussie-Nintendo.com.
21. 1 2 3  (en) Marc Nix, « TrackMania Wii & DS Back on Track », sur IGN, 26 février 2011.
22. ↑  (en) Jason Evangelho, « TrackMania Wii, TrackMania Turbo delayed until December 2010 », sur Examiner.com, 19 juillet 2010.
23. ↑  (en) IGN Staff, « City Interactive Unveils New Video Game Line Up », sur IGN, 1er décembre 2010.
24. ↑  (en) Eddie Makuch, « Shippin' Out February 20-26: Killzone 3, Bulletstorm », sur GameSpot, 22 février 2011.
25. ↑  (en) « TrackMania: Build to Race DS », sur GameSpy.
26. ↑  (de) Jan Wöbbeking, « TrackMania Turbo (DS) - Test », sur 4Players, 19 novembre 2010.
27. 1 2  (en) « TrackMania Turbo », sur Metacritic, octobre 2018.
28. ↑  (en) « TrackMania Turbo for DS », sur GameRankings, octobre 2018.
29. ↑  Tubick, « Test : TrackMania (Wii) », sur Gamekult, 24 septembre 2010.
30. 1 2  Le0ben, « Test : TrackMania² Canyon », sur Gamekult, 26 septembre 2011.
31. 1 2  Cortez62, « Test de TrackMania 2 Stadium », sur Jeuxvideo.fr, 28 juin 2013.
32. 1 2  (en) Martin Robinson, « TrackMania 2 Valley review », sur Eurogamer, 17 juillet 2013.
33. 1 2  daFrans, « Test TrackMania² Lagoon : Un standalone qui arrive bien trop tard sur PC », sur Jeuxvideo.com, 7 juin 2017.
34. ↑  (en) « TrackMania », Edge, no 293,‎ juin 2016, p. 123.
35. ↑  (en) Martin Robinson, « TrackMania Turbo review », sur Eurogamer, 23 mars 2016.
36. ↑  (en) Jason D'Aprile, « TrackMania Turbo Review », sur GameSpot, 28 mars 2016.
37. ↑  Jarod, « Trackmania Turbo en VR avec une démo », sur Gamekult, 8 novembre 2016.
38. ↑  Maxime Chao, « TrackMania Turbo : une mise à jour qui rend le jeu compatible avec la VR », sur JeuxActu, 8 novembre 2016.